# حضارة ياستورف

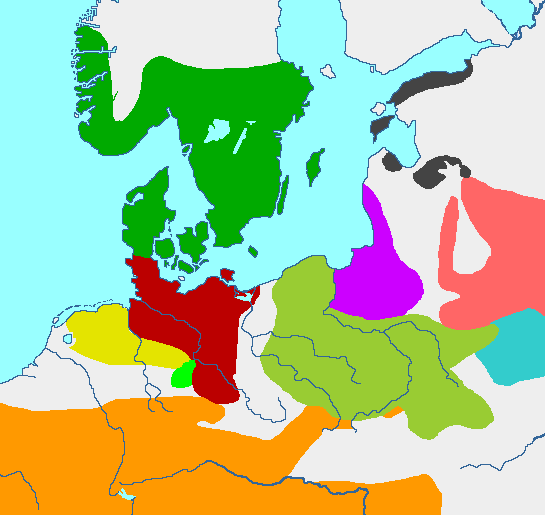
العصر الحديدي المبكر:
dark green: عصر برونزي شمالي
أحمر داكن: ثقافة ياستورف
yellow: Harpstedt-Nienburg group
orange: Celtic groups
olive:
green: House urns culture
reddish: East Baltic culture
lilac: West Baltic cairns culture
turquoise; Milogrady culture
black: estonic group

ثقافة ياستورف هي ثقافة مادية من العصر الحديدي في ما هو الآن في شمال ألمانيا وامتدت من القرن السادس وحتى الأول قبل الميلاد، مشكلة الجزء الجنوبي من العصر الحديدي ما قبل الروماني. تطورت الثقافة من العصر البرونزي في شمال أوروبا من خلال تأثير ثقافة هالشتات التي تقع جنوبها. يفترض في بعض الأحيان أن ثقافات العصر الحديدي ما قبل الروماني هي أصل اللغات الجرمانية.